# Bombarral
Bombarral – miejscowość w Portugalii, leżąca w dystrykcie Leiria, w regionie Centrum w podregionie Oeste. Miejscowość jest siedzibą gminy o tej samej nazwie.

## Demografia
| Liczba ludności gminy Bombarral (1920–2011) | Liczba ludności gminy Bombarral (1920–2011) | Liczba ludności gminy Bombarral (1920–2011) | Liczba ludności gminy Bombarral (1920–2011) | Liczba ludności gminy Bombarral (1920–2011) | Liczba ludności gminy Bombarral (1920–2011) | Liczba ludności gminy Bombarral (1920–2011) | Liczba ludności gminy Bombarral (1920–2011) |
| ------------------------------------------- | ------------------------------------------- | ------------------------------------------- | ------------------------------------------- | ------------------------------------------- | ------------------------------------------- | ------------------------------------------- | ------------------------------------------- |
| 1920                                        | 1930                                        | 1960                                        | 1981                                        | 1991                                        | 2001                                        | 2004                                        | 2011                                        |
| 11 206                                      | 12 669                                      | 15 209                                      | 13 758                                      | 12 727                                      | 13 324                                      | 13 712                                      | 13 193                                      |

## Sołectwa
Sołectwa gminy Bombarral (ludność wg stanu na 2011 r.):
- Bombarral - 5664 osoby
- Carvalhal - 2634 osoby
- Pó - 930 osób
- Roliça - 2808 osób
- Vale Covo - 1157 osób